# ソヴリン (原子力潜水艦)
| 画像をアップロード | |
| 艦歴               | |
| 発注               | 1969年3月16日                                                                                            |
| 起工               | 1970年9月18日                                                                                            |
| 進水               | 1973年2月17日                                                                                            |
| 就役               | 1974年7月11日                                                                                            |
| 退役               | 2006年9月12日                                                                                            |
| その後             | デヴォンポート海軍基地にて保管中                                                                         |
| 除籍               | |
| 性能諸元           | |
| 排水量             | 水上 4,200トン 水中 4,900トン                                                                            |
| 全長               | 82.9m |
| 全幅               | 9.8m |
| 吃水               | 8.5m |
| 機関               | ロールス・ロイスPWR1型加圧水型原子炉 1基 蒸気タービン 2基 1軸推進                                        |
| 最大速             | 水中 30ノット 水上 20ノット                                                                              |
| 潜行深度           | 600メートル                                                                                              |
| 乗員               | 103名 |
| 兵装               | 21インチ魚雷発射管5門 スピアフィッシュ ハープーン UGM-84B トマホーク block III                           |
| 探索装置           | 2001型ソナー (探信/受聴) 2007型ソナー (受聴) 197型ソナー (音響要撃受信機) 1006型レーダー 攻撃/索敵潜望鏡 |

ソヴリン(HMS Sovereign, S108)は、イギリス海軍の原子力潜水艦。スウィフトシュア級原子力潜水艦の2番艦。

## 艦歴
「ソヴリン」は、ヴィッカーズ・シップビルディング・アンド・エンジニアリングバロー・イン・ファーネス造船所で1970年9月18日に起工され、1973年2月17日進水、1974年7月11日に就役する。
ソヴリンは2006年9月12日に退役した。